# Rose Greely
Rose Ishbel Greely (* 1887 in Washington, D.C.; † 23. Mai 1969 in Georgetown) war eine US-amerikanische Landschaftsarchitektin und die erste lizenzierte weibliche Architektin in Washington, D.C.

## Ausbildung
Rose Isabel Greely wurde 1887 als Tochter des Arktisforschers Adolphus Greely und Henrietta H.C. Nesmith in Washington geboren.
Greely studierte Bildende Kunst an einer Reihe verschiedener Hochschulen, darunter am Maryland Agricultural College, Innenarchitektur am Art Institute of Chicago und künstlerische Metallverarbeitung in Washington. In Florenz studierte sie künstlerisches  Treiben and Metallemaillierung, bevor sie sich dann der Landschaftsarchitektur zuwandte. Sie kehrte in die Vereinigten Staaten zurück und lernte Architektur und Landschaftsarchitektur an der Cambridge School of Domestic and Landscape Architecture for Women, wo sie 1919 graduierte. Zusätzlich studierte sie am Smith College bei Henry Atherton Frost, wo sie um 1920 einen Abschluss machte. Unter ihren Mitstudentinnen war Gertrude Sawyer, mit der sie später zusammen am Anwesen wirkte, das heute das Jefferson Patterson Park & Museum ist. Nach dem Abschluss arbeitete sie bei Fletcher Steele in Boston als Entwurfszeichnerin.

## Laufbahn
Sie eröffnete 1925 ihr eigenes Architekturbüro und wurde damit die erste lizenzierte weibliche Architektin in Washington. Die Phase der Country Place Era (1890–1930), in der sie ihr Büro eröffnete, war eine boomende Zeit für Landschaftsarchitekten mit Arbeiten für Landgüter mit umfangreichen Planungs- und Bauarbeiten zur Schaffung von Nebengebäuden und großen Gärten, die nach dem Ersten Weltkrieg von den Neureichen in Auftrag gegeben wurden. beschäftigte eine Bürokraft, eine Assistenzkraft und zwei Zeichner und befand sich in einem Büro in der Innenstadt von Washington. Arbeitsschwerpunkte waren Virginia, Washington und Maryland. In ihrer vierzigjährigen Karriere entwarf sie mehr als 500 Anwesen, wobei sie sich auf die Gestaltung von Wohnhäusern spezialisierte, aber auch die integrale Beziehung zwischen Gebäuden und deren Umgebung betonte.
Greely war Teil der Redaktion von House Beautiful für das sie 1932 die Serie "Why Should the Garden Have Design?" verfasste. Die Serie beschreibt detailliert ihre Designphilosophie, über Beaux-Arts, Arts and Crafts, Harmonie, regionale Stile, einheimisches Pflanzenmaterial und handwerkliche Details. Sie war der Meinung, dass die Bepflanzung den Charakter der Architektur widerspiegeln sollte und dass die Landschaft die markanten Punkte des Hauses hervorheben und die Schönheit der architektonischen Elemente akzentuieren sollte. Greelys Entwürfe für kleine Stadtgärten waren geschlossene Räume, abgestuft mit dem Haus, die Verbindungen mit dem Innenraum herstellten. Landgüter wurden durch eine Reihe von "Räumen" gestaltet, die die Weite der Landschaft betonen, um ein parkähnliches Erlebnis zu schaffen. Ihre vorstädtischen Entwürfe wiesen häufig einen abgestuften Eingang auf dem Bürgersteig und eine kleinere Reihe von "Räumen" für verschiedene Aktivitäten auf. Bei der Arbeit mit den Kunden stellte sie zuerst deren Wünsche in den Vordergrund, dann das Haus (falls gebaut) und schließlich die bestehende Landschaft. Zu den Kunden gehörten Mitglieder des Garden Club of America, prominente Persönlichkeiten in Washington, darunter Senator Henry Cabot Lodge, Gouverneur Chester Bowles, der Diplomat Jefferson Patterson oder öffentliche Institutionen.
Eines ihrer größten Projekte, die Aberdeen Proving Grounds, führte sie 1934 für die Armee durch. Das Projekt hatte ein Budget von 2 Millionen US-Dollar vom Kongress und Greely entwarf Straßen, Flächen und Bepflanzungen zur Ergänzung der neuen Gebäude und Häuser. Im Jahr 1936 wurde sie Fellow und die einzige Frau im Advisory Board des Beratungsausschusses der American Society of Landscape Architects für das Restaurierungsprojekt Colonial Williamsburg. In den 1940er und 1950er Jahren arbeitete sie an Militäranlagen, Schulen, Immobilienentwicklungen, Regierungsgebäuden, Freilufttheatern, Spielplätzen, Gärten, Straßen und Landgütern und dehnte ihre Arbeit auf die gesamten Vereinigten Staaten und Mexiko aus.
Greely ging 1956 wegen Arthritis in den Ruhestand, war aber bis Anfang der 1960er Jahre weiterhin als Berater bei Projekten tätig. Sie starb am 23. Mai 1969 in ihrem Haus in Georgetown.

## Ausgewählte Arbeiten
- Gartenanlage der brasilianischen Botschaft in Washington, D.C. 1929–31[3]
- Landschaftsgestaltung für die Aberdeen Proving Grounds, 1934–35[3]
- Gelände des Army & Navy Country Club, Arlington County, VA, 1941[3]
- Meeting House of the Friends Meeting of Washington, 2111 Florida Avenue, NW, Washington, D.C. 1930[9]
- John Russell Pope House, Woodland Drive NW, Massachusetts Heights, Washington, D.C. 1942[7]
- Los Poblanos Historic Inn & Organic Farm, Albuquerque, NM, 1932[10]
- Paul S Putski House, Garfield Street NW, Washington, D.C. 1938[7]
- Haus des Ehepaars Taylor, 28th and Q Sts, Washington, DC, 1936–37[6]
- Haus des Ehepaars Cafritz, Washington, D.C., 1937–38[6]
- zusammen mit Horace Peaslee: Volta Place, Anwesen von Frances A. Sortwell, Georgetown, Washington, D.C. 1930.[7]

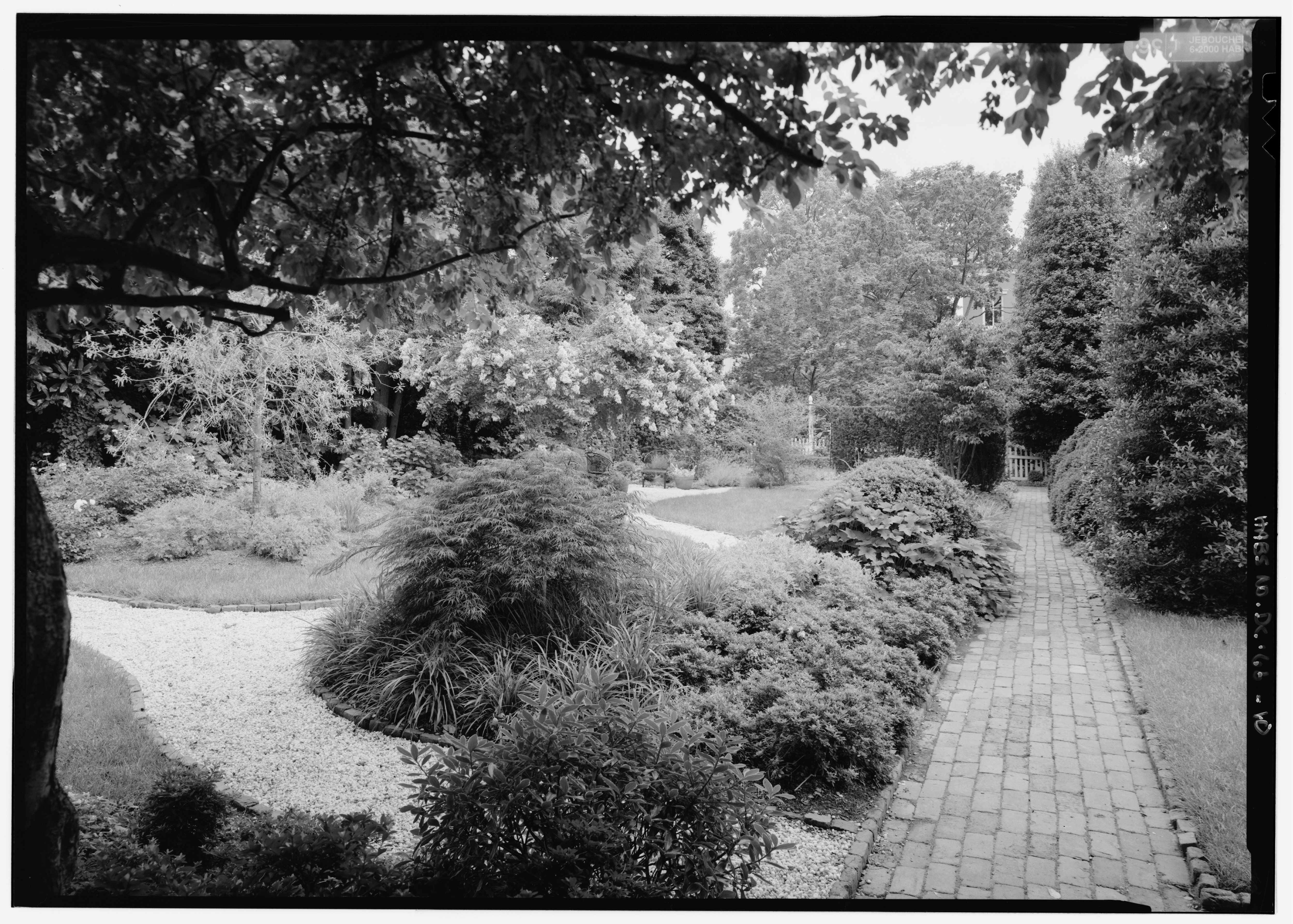
Garten, Henry Foxhall House, 3123 Dumbarton Street, Northwest, Washington, D.C. 1999
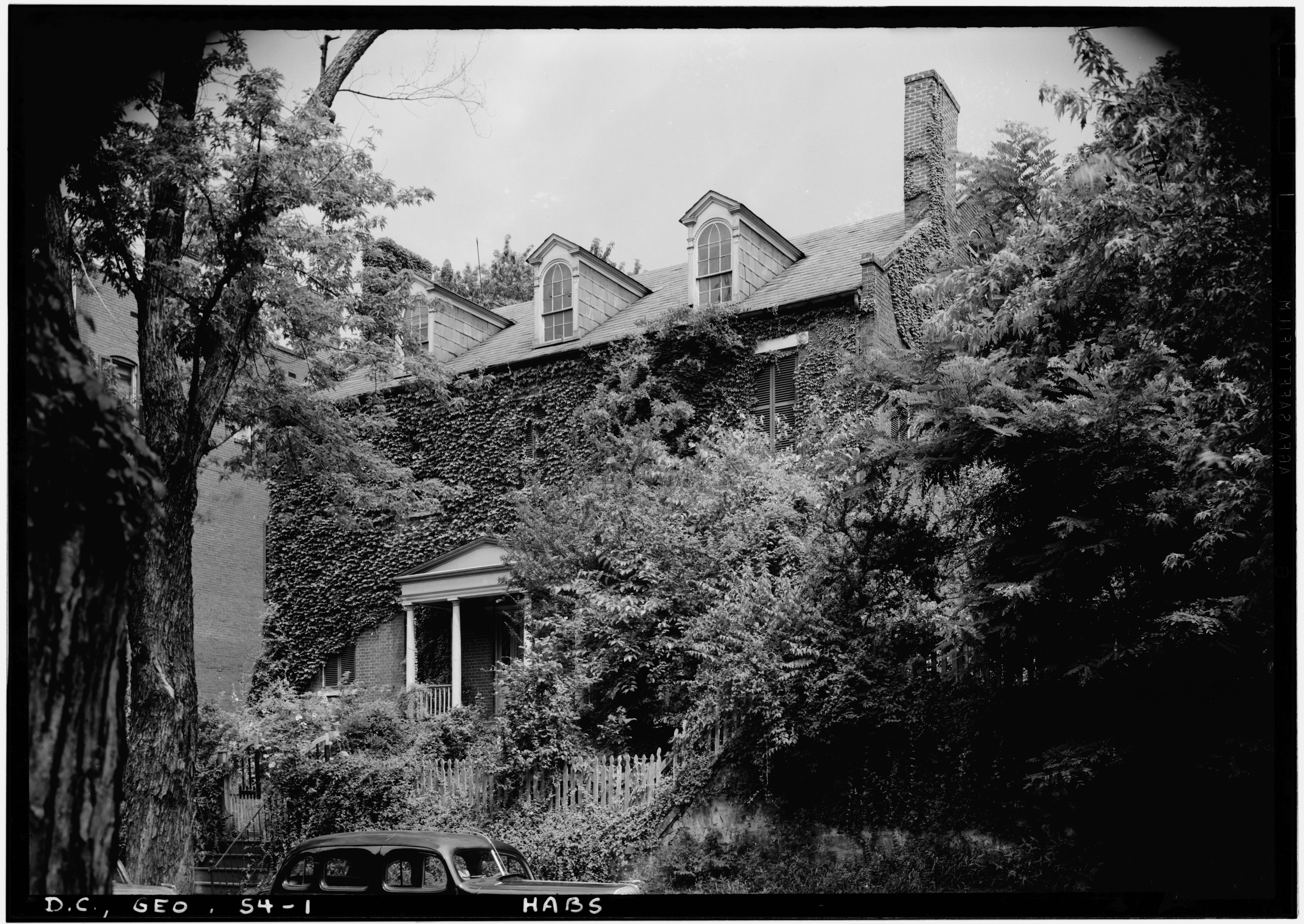
Blick von Südosten, Henry Foxhall House, 1942
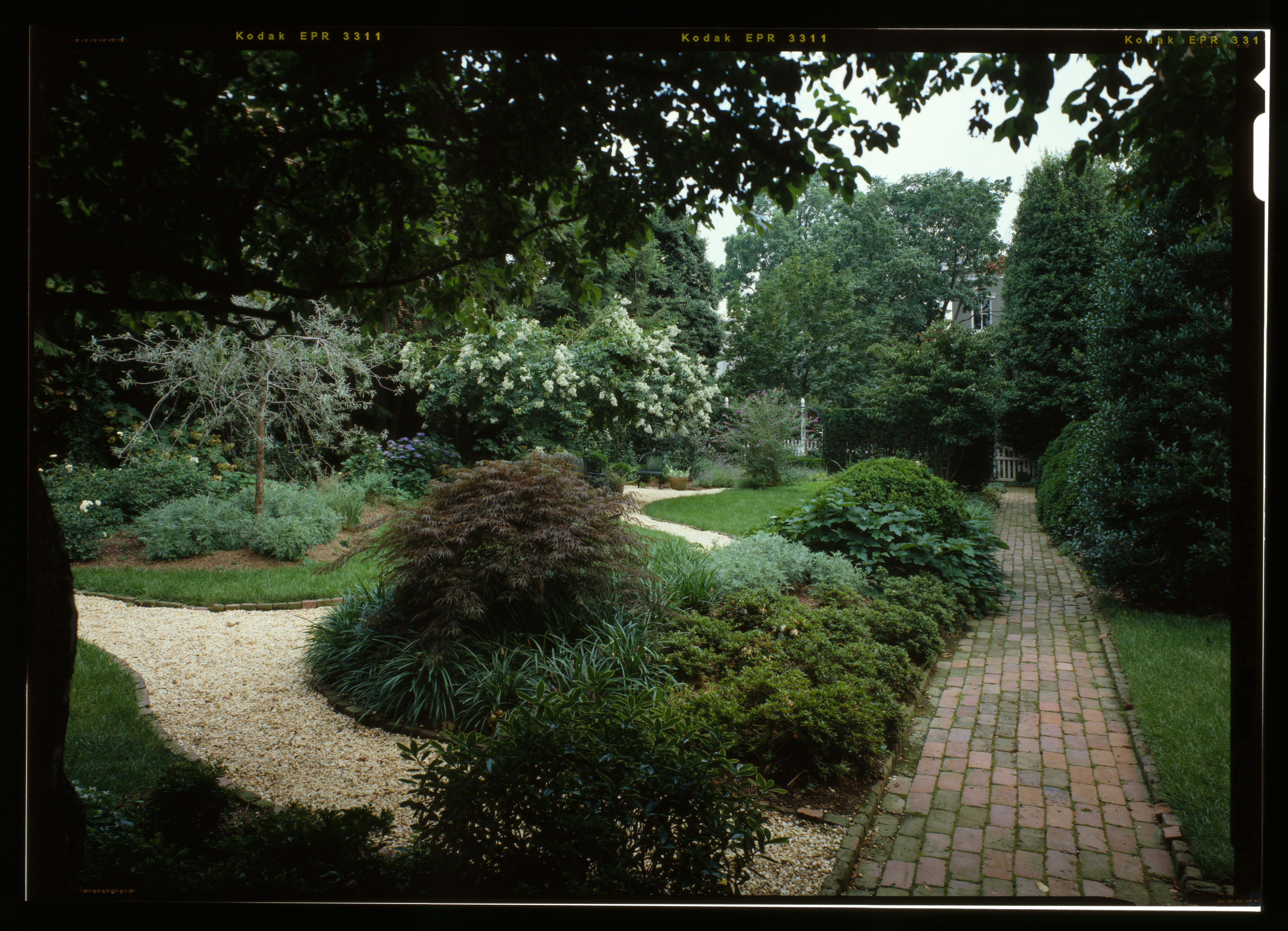
Garten, Henry Foxhall House,  1999
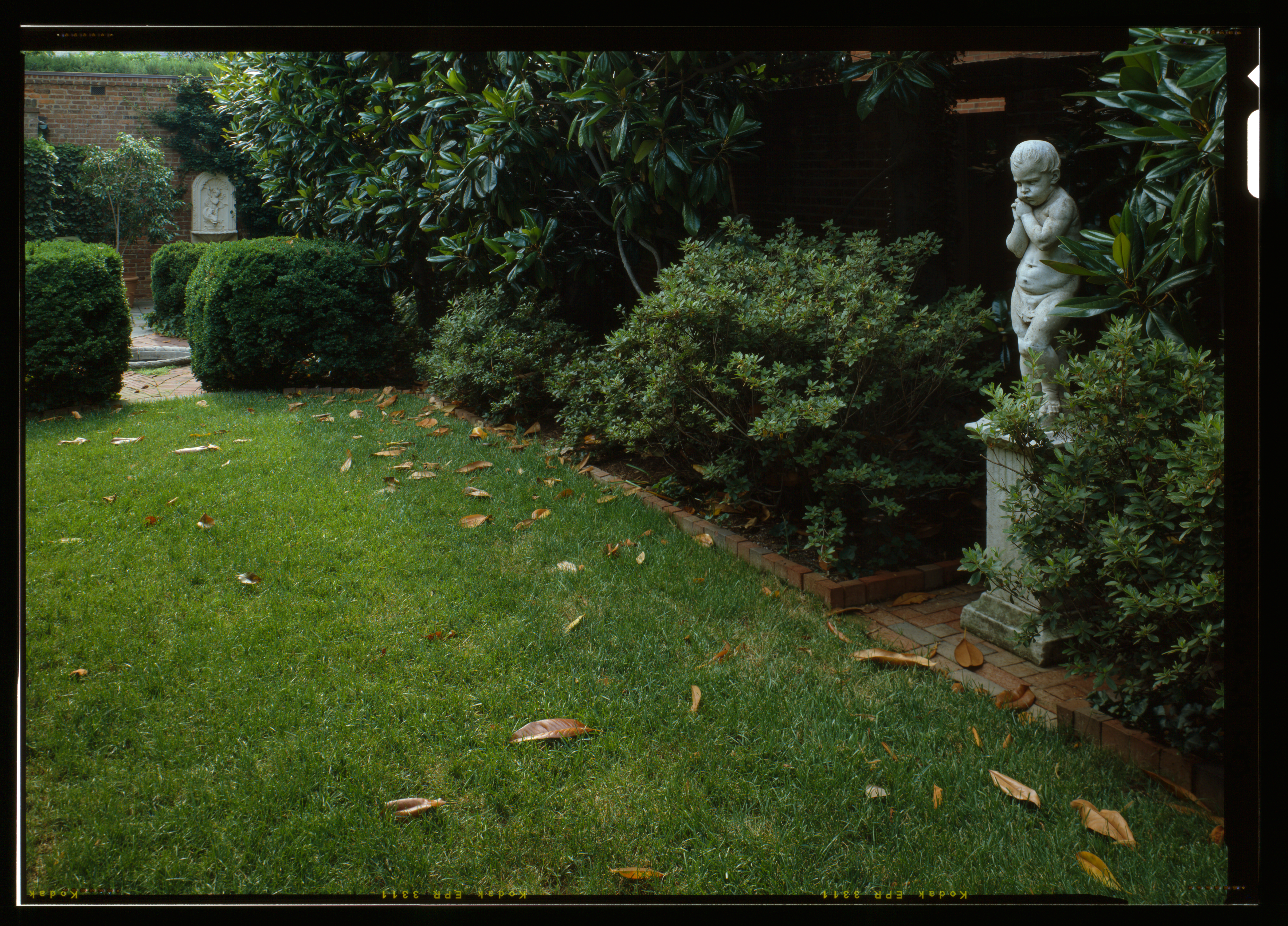
Garten, Cherub am Bowlinggrün, Henry Foxhall House, 1999
Gartenplan, Ambassador Bruce House, 1422 Thirty-Fifth Street, Northwest, Washington, D.C. 1999
Gartenplan, Jeremiah Williams House, 3035 Dumbarton Street, Northwest, Washington, D.C. 1996
Blick vom Garten auf die Ostterrasse, Jeremiah Williams House, 2000